# Числовая лихорадка
«Числовая лихорадка» (англ. Pepsi Number Fever), также известная как «Инцидент 349» (англ. 349 incident) — лотерея, запущенная американской компанией «PepsiCo» на Филиппинах в 1992 году в целях повышения продаж своей продукции. Результаты акции привели к массовым народным волнениям, повлекшим смерть минимум 5 человек.

## Предыстория
В феврале 1992 года «PepsiCo» объявила о том, что они будут печатать номера в диапазоне от 001 до 999 на крышках бутылок для газированных напитков «Pepsi», «7-Up», «Mountain Dew» и «Mirinda». Определённые номера можно было обменять на призы, которые варьировались в диапазоне от 100 песо (около 4 долларов США) до 1 миллиона песо за главный приз (примерно 40 000 долларов США по курсу 1992 года), что в 611 раз превышало среднюю месячную зарплату на Филиппинах в то время. Корпорация выделила на призы в общей сложности 2 миллиона долларов.
Штатный маркетолог компании Педро Вергара основывал механизм Pepsi Number Fever на аналогичных рекламных акциях, которые ранее уже проводились корпорацией в странах Латинской Америки.
Лотерея имела огромный успех у населения, сумев поднять ежемесячные продажи товаров «PepsiCo» с 10 до 14 миллионов долларов, а её долю на местном рынке с 19,4 % до 24,9 %. Выигрышные номера объявлялись по телевидению каждую ночь. К маю было разыграно 51 000 призов, и акция была продлена сверх первоначально запланированной даты окончания 8 мая ещё на 5 недель.

## Номер 349
25 мая 1992 года в телепрограмме The World Tonight было объявлено о том, что номер главного приза на тот день составил 349. Выпуск крышек для бутылок, получивших главный приз, строго контролировался представителями «PepsiCo»; были изготовлены и распространены две бутылки с крышками, на которых был напечатан выигрышный номер, а также код безопасности для подтверждения.
Но, прежде чем конкурс был продлен с целью добавить новые выигрышные номера, 800 000 обычных крышек для бутылок уже были выпущены с номером 349 (однако они отличались от официальных отсутствием защитного кода). Теоретически, эти крышки в совокупности стоили 32 миллиарда долларов США. Тысячи филиппинцев устремились на заводы по розливу напитка с целью получить свои призы.
«PepsiCo» первоначально заявляла, что на ошибочно напечатанных крышках не было кода безопасности подтверждения, исходя из чего их невозможно было обменять. Газеты на следующее утро объявили о том, что выигрышный номер на самом деле 134, что добавило путаницы. После экстренной встречи руководителей компании корпорация предложила выплатить компенсацию в размере 500 песо (18 долларов) владельцам ошибочно напечатанных крышек в качестве «жеста доброй воли».
Многие разгневанные владельцы выигрышных крышек отказались принять предложение об урегулировании, сформировав потребительскую группу «Альянс 349», которая организовала бойкот продукции «PepsiCo» и провела митинги у офисов филиппинского представительства компании и возле штаб-квартиры правительства страны.
Большинство протестов носили мирный характер, однако 13 февраля 1993 года школьный учитель и 5-летний ребёнок в Маниле стали жертвами взрыва самодельной бомбы, которую один из протестующих метнул в грузовик «Pepsi», а в мае трое сотрудников компании в Давао были убиты гранатой, подброшенной на склад.
Руководителям компании поступали угрозы расправы, в общей сложности 37 грузовиков корпорации были повреждены в результате того, что их опрокинули, забросали камнями или сожгли. Один из трех человек, позже обвинённых полицией в организации взрывов, утверждал на допросе, что «Pepsi» заплатила им деньги за организацию нападений, планируя выставить протестующих террористами. Однако член парламента Филиппин Глория Макапагал Арройо предположила, что атаки были организованы конкурирующими компаниями, пытающимися воспользоваться уязвимостью «PepsiCo».

## Последствия
По окончании лотереи порядка 22 000 человек подали в суд на «PepsiCo». Было подано по меньшей мере 689 гражданских исков и открыто 5200 уголовных дел за мошенничество и обман. В январе 1993 года «Pepsi» выплатила 150 000 песо Министерству торговли и промышленности Филиппин в качестве штрафа за нарушение утвержденных условий проведения акции. 24 июня 1996 года суд первой инстанции присудил истцам по одному из исков по 10 000 песо (около 380 долларов США) каждому в качестве компенсации морального ущерба. Три других истца подали апелляцию, и 3 июля 2001 года апелляционный суд присудил им по 30 000 песо.
«PepsiCo» обжаловала это решение. Иск компании дошел до Верховного суда Филиппин, который в 2006 году официально постановил, что корпорация не несет ответственности за выплату сумм, напечатанных на крышках, их владельцам. Также компания, согласно судебному решению, не несет ответственности за причиненный ущерб.

## Влияние инцидента на массовую культуру
После лотереи «PepsiCo» среди жителей Филиппин распространился фразеологизм «стать 349-м», означающий быть нагло и несправедливо обманутым.